# Toppers in concert 2022
Toppers in Concert 2022 - Happy Together - The Flower Power Edition is de naam voor de concerten op 18, 19 en 20 november 2022 in de Johan Cruijff ArenA van De Toppers, bestaande uit Gerard Joling, Jeroen van der Boom, René Froger en Jan Smit. Dit was de zestiende ArenA-editie van dit concert. Het kledingadvies van deze editie is Flower Power Purple.
In 2022 werden de Toppers bijgestaan door gastartiesten Mart Hoogkamer, Rolf Sanchez, Emma Heesters, Donnie, Bizzey, Frans Bauer samen met Tante Rikkie, Tony Hadley, John West, Robert van Hemert, Luuk van der Boom en Maxim Froger.
In de aanloop naar de concerten werden twee nummers uitgebracht. Als eerste werd een bewerking van het nummer Happy Together van de Amerikaanse popband The Turtles opgenomen. Vervolgens werd samen met gastartiest Donnie het nummer Toppie uitgebracht.
Ondanks dat na afloop op de schermen de tekst “Tot volgend jaar” te zien was, kwam er in 2023 geen nieuwe editie van de Toppers. Dit was omdat er geen geschikte locatie gevonden kon worden. In 2024 vinden er wel weer concerten plaats in de Johan Cruijff ArenA.

## Concert

### Deel 1
1. Grand Opening ‘Happy Together’ 
 A. Happy Together 
 B. American Pie 
 C. Mr. Tambourine Man 
 D. California Dreamin’ 
 E. Everlasting Love 
 F. Happy Together Part 2
2. We Walsen Lekker Door 2022 
 A. Jalala 
 B. ’t Was Aan De Costa Del Sol 
 C. De Woonboot 
 D. De Glimlach van een Kind
3. Love Medley 2022 
 A. Nothing's Gonna Change My Love for You 
 B. All of Me 
 C. Angels 
 D. Hey Jude 
 E. Angels Part 2
4. Bizzey in The House Medley 
 Bizzey & Toppers 
 A. Maria 
 B. Traag 
 C. Master Blaster (Jammin’) 
 D. You Can’t Touch This 
 E. Super Freaky Girl
5. Boyband Medley 2022 
 ‘’Luuk van der Boom & Maxim Froger’’ 
 A. Get Down (You’re the One for Me) 
 B. Back for Good 
 C. Everybody (Backstreet’s Back) 
 D. I Want You Back 
 E. Uptown Girl
6. Unbreak My Heart 
 Emma Heesters
7. Toppers Mega Medley 2022 
 A. Laat Me Leven 
 B. Ik Heb Je Lief 
 C. Can’t Take My Eyes Off You 
 D. Are You Ready For Loving Me 
 E. Kom Maar Op 
 F. Echte Vrienden
8. Tony Hadley Medley 
 Tony Hadley 
 A. Only When You Leave 
 B. Through the Barricades 
 C. True 
 D. Gold
9. Het Laatste Huis/Ik Meen Het 
 ‘’Robert van Hemert’’
10. Disco Oldschool Medley 
 A. December 1963 (Oh, What A Night) 
 B. The Best of My Love 
 C. I’ll Go Where the Music Takes Me 
 D. Fame 
 E. Last Dance
11. Rob de Nijs Medley 
 ‘’Jan Smit’’ 
 A. Zonder Jou 
 B. Foto Van Vroeger 
 C. Zondag 
 D. Hou me Vast (Voor Ik Val) 
 E. Banger Hart
12. Feest Met Z’n Allen Medley 
 ‘’John West, Donnie & Mart Hoogkamer’’ 
 A. Jouw Blik 
 B. Lekkerding 
 C. Bieber van de Kroeg 
 D. Vanavond (Uit m’n Bol)
13. Voetbal Medley 2022 
 A. Wij Zijn Oranje 
 B. Wij Houden van Oranje 
 C. Viva Hollandia 
 D. We Are The Champions

### Pauze
1. Half Time Show 2022

### Deel 2
1. Dance Medley 2022 
 A. Love Tonight 
 B. Satisfaction 
 C. Love Don’t Let Me Go 
 D. Giant 
 E. Head & Heart 
 F. The Business 
 G. Put Your Hands Up for Detroit 
 H. Ten Feet Tall
2. Flower Power Medley 
 A. San Francisco 
 B. Blowin’ In The Wind 
 C. Daydream Believer 
 D. I’m A Believer 
 E. Aquarius 
 F. Those Were The Days 
 G. Let The Sunshine In
3. Latin Vibes Medley 
 Rolf Sanchez 
 A. Despacito 
 B. Voy A Bailar 
 C. Danza Kuduro 
 D. Pepas
4. O Sole Mio/Mama 
 “Mart Hoogkamer/Jan Smit”
5. Frans Bauer & Tante Rikie Medley 
 “Frans Bauer & Tante Rikie” 
 A. Heb Je Even Voor Mij 
 B. Hoofd, Schouders, Knie en Teen
6. Tom Jones Medley 
 Mike Peterson & Toppers 
 A. I'll Never Fall in Love Again 
 B. She’s A Lady 
 C. Help Yourself 
 D. Delilah
7. Elton John Medley 
 Emma Heesters & Jeroen van der Boom 
 A. Your Song 
 B. Sorry Seems To Be The Hardest Word 
 C. Cold Heart 
 D. I’m Still Standing
8. My Way 
 Rolf Sanchez, René Froger & Mart Hoogkamer
9. Toppers Guest Medley 
 “Mart Hoogkamer, Emma Heesters & Rolf Sanchez” 
 A. Pa Olvidarte 
 B. Loop Niet Weg 
 C. Más Más Más 
 D. Let’s Get Loud 
 E. Volare
10. Corry Konings Medley 
 Corry Konings 
 A. Huilen Is Voor Jou Te Laat 
 B. Jij Weet Toch Wel Wat Liefde Is 
 C. Adios Amor 
 D. Mooi Was Die Tijd 
 E. Ik Krijg Een Heel Apart Gevoel Van Binnen
11. Toppers Van Toppers Medley 
 A. Werd De Tijd Maar Teruggedraaid 
 B. Cupido 
 C. Los Met Z’n Allen 
 D. Jij Bent Zo 
 E. Leef Nu Het Kan 
 F. Just Say Hello
12. Toppie/Apres Ski Medley 
 “Toppers & Donnie” 
A. Toppie 
 B. Anton Aus Tirol 
 C. Cowboys & Indianen 
 D. Een Bossie Rooie Rozen 
 E. Naar Voren, Naar Achter 
 F. Sex Met Die Kale
13. Dak Eraf Medley 
 Donnie, René Froger & Mart Hoogkamer 
 A. Ik Ga Zwemmen 
 B. Bon Gepakt
14. Polonaise Medley 
 A. O, Wat Ben Je Mooi 
 B. Jij Bent Veel Te Mooi 
 C. Houdt ‘m Vast, Katharina 
 D. In Ons Café 
 E. Een Pikketanussie 
 F. Jan Klaassen 
 G. Het Land Van Maas en Waal 
 H. Helena 
 I. Wie Kan Mij Vertellen
15. Grand Finale 2022 
 A. What A Wonderful World 
 B. You’re The Voice
16. Over De Top 2022